# Шюффийи-Рош
Шюффийи́-Рош (фр. Chuffilly-Roche) — коммуна во Франции, находится в регионе Шампань — Арденны. Департамент коммуны — Арденны. Входит в состав кантона Аттиньи. Округ коммуны — Вузье.
Код INSEE коммуны — 08123.
Коммуна расположена приблизительно в 180 км к востоку от Парижа, в 60 км севернее Шалон-ан-Шампани, в 37 км к югу от Шарлевиль-Мезьера.

## Население
Население коммуны на 2008 год составляло 89 человек.
| 1962 | 1968 | 1975 | 1982 | 1990 | 1999 | 2008 |
| ---- | ---- | ---- | ---- | ---- | ---- | ---- |
| 120  | 126  | 116  | 84   | 100  | 91   | 89   |

## Экономика
В 2007 году среди 52 человек в трудоспособном возрасте (15—64 лет) 39 были экономически активными, 13 — неактивными (показатель активности — 75,0 %, в 1999 году было 76,5 %). Из 39 активных работали 37 человек (21 мужчина и 16 женщин), безработными были 2 мужчин. Среди 13 неактивных 5 человек были учениками или студентами, 5 — пенсионерами, 3 были неактивными по другим причинам.

## Достопримечательности
- Церковь Сен-Пьер.
- Кладбище и фонтан (XIII—XV века). Исторический памятник с 1948 года.[3]

## Фотогалерея

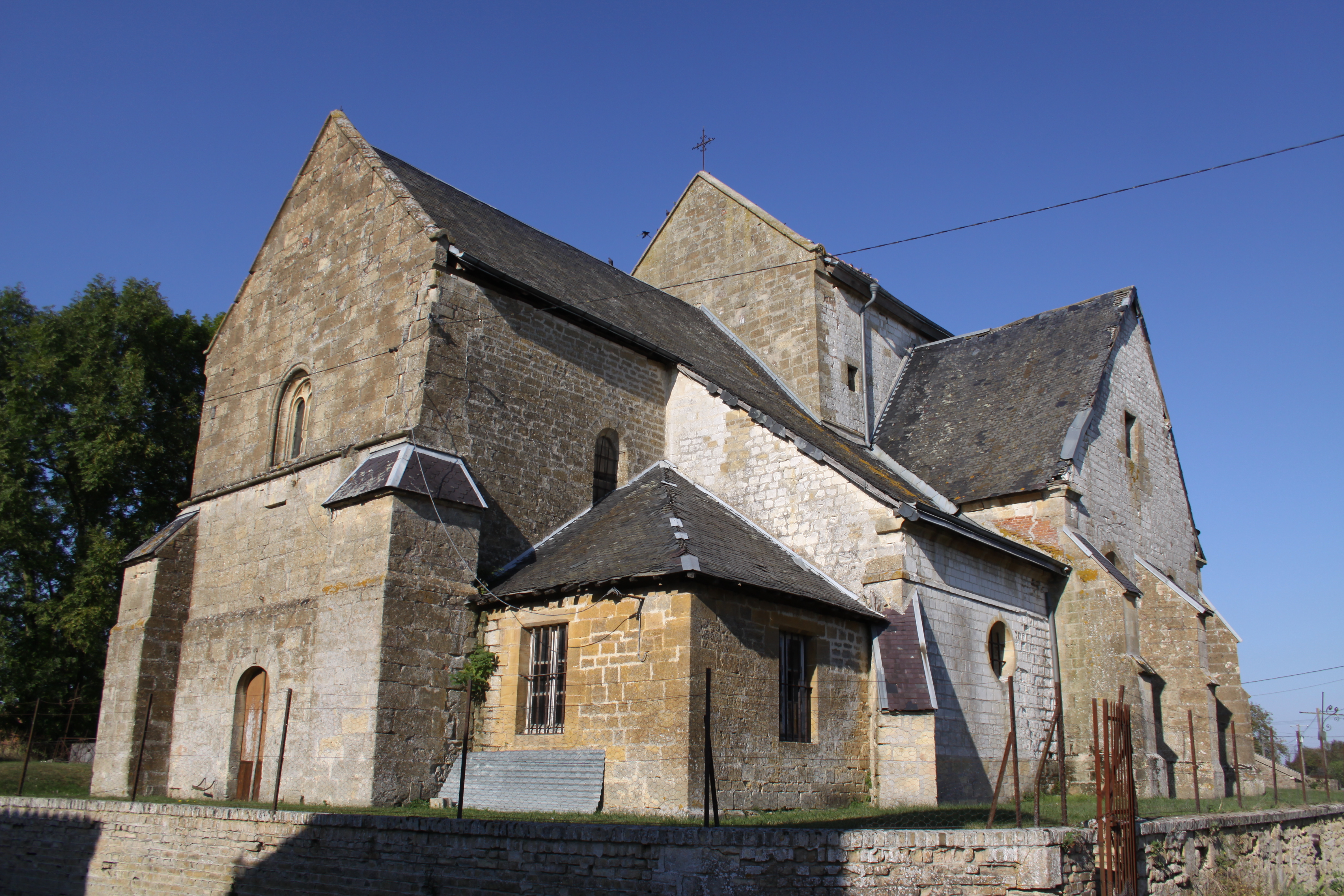
Церковь Сен-Пьер
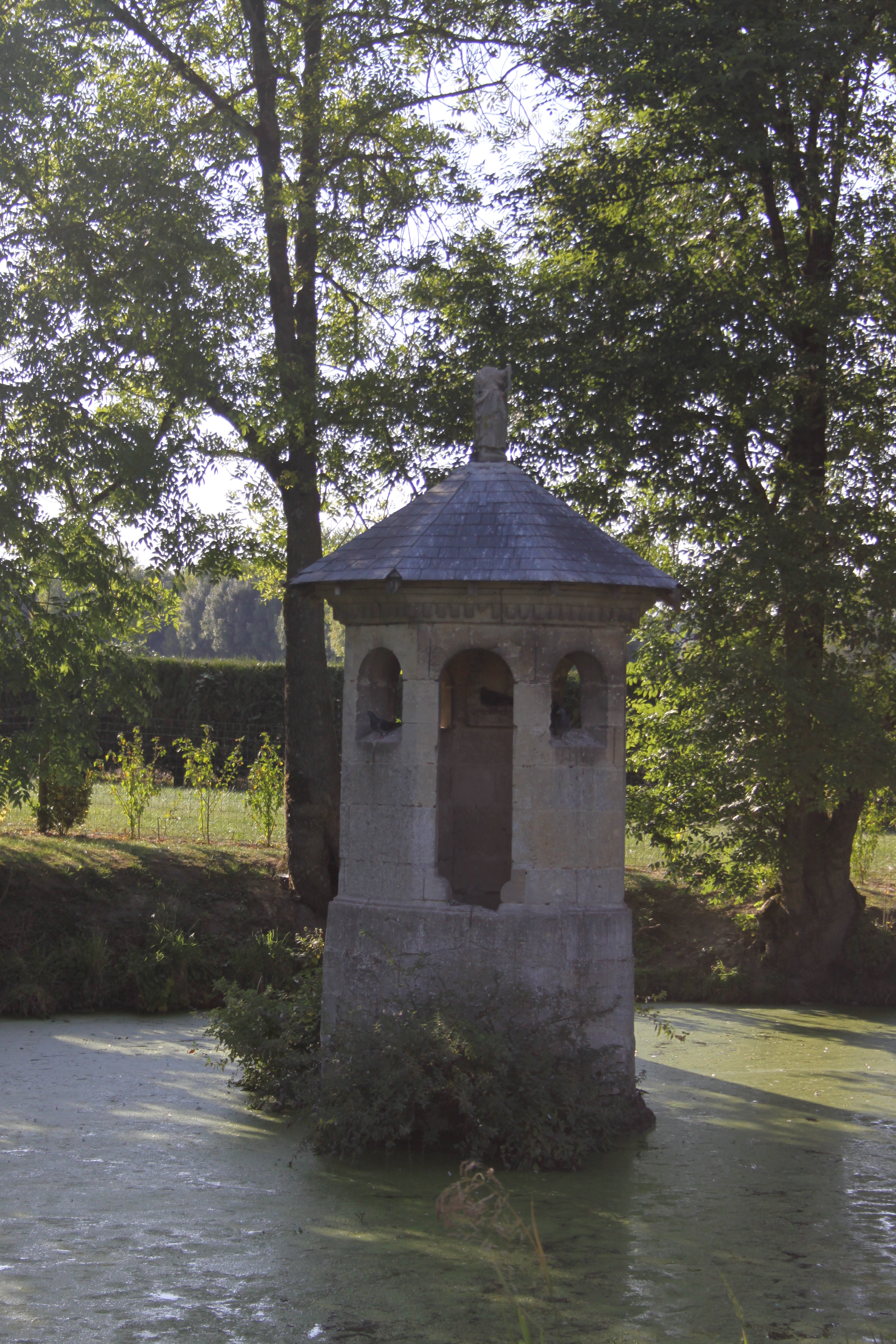
Фонтан
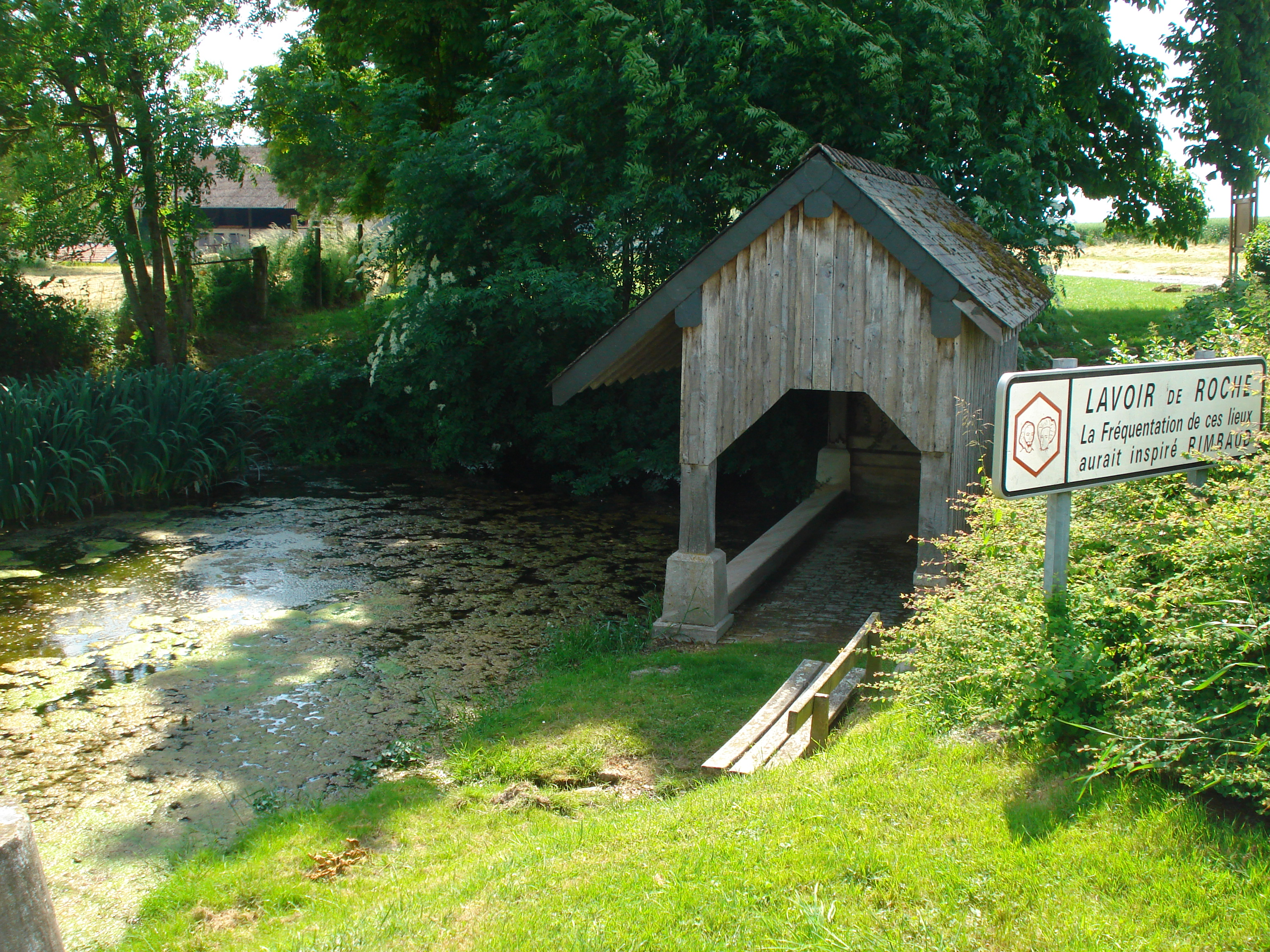